# Pachnobia fabulosa
Pachnobia fabulosa là một loài bướm đêm trong họ Noctuidae.